# Anatole Grigorievich Isachenko
Anatole Grigorievich Isachenko (Gomel, 28 de maio de 1922 -  São Petersburgo, 2 de março de 2018) foi um geógrafo, geógrafo físico, cientista da paisagem e cartógrafo russo e soviético. Foi Professor Honorário da Universidade Estatal de São Petersburgo, Cientista Homenageado da Federação Russa, e Doutor em Ciências Geográficas. 

## Carreira científica
- Em 1947, se formou no Departamento de Cartografia da Faculdade de Geografia da Universidade Estatal de Leningrado;
- 1950 - Tornou-se Assistente do Departamento de Geografia Física da Faculdade de Geografia da Universidade Estatal de Leningrado;
- 1952 - Passa a categoria de Professor Assistente de Geografia Física;
- 1964 - Torna-se Professor Titular do Departamento de Geografia Física;
- 1972  - Chefe do Departamento até 1983;
- A partir de 1983 - passa a ser Chefe do Laboratório de Mapeamento Temático e da Paisagem do Instituto de Pesquisa em Geografia da Universidade Estadual de Leningrado;
- 1999 - Recebe o título de Trabalhador honrado da ciência da Federação Russa;
- 2002 - Pesquisador Líder do Instituto de Geografia, Universidade Estatal de São Petersburgo;
- 2006 - Título de "Professor Honorário da Universidade Estatal de São Petersburgo".

A. G. Isachenko foi membro honorário da Sociedade Russa de Geografia, membro do conselho científico e editor-chefe do jornal Izvestia da Sociedade Geográfica Russa (2002-2018). Também foi eleito Membro Honorário da Sociedade Geográfica Eslovaca. 

## Contribuição para a Geografia
Autor de mais de 400 trabalhos científicos, incluindo mais de 30 livros. Dedicou-se às leis da diferenciação físico-geográfica da superfície terrestre e à classificação das paisagens. Realizou inúmeros trabalhos de regionalização físico-geográfica, incluindo a confecção de mapas de paisagem. Escreveu trabalhos sobre história e teoria das Ciências Geográficas, abordando a classificação das Ciências Geográficas, sua história, epistemologia e metodologias. 

## Prêmios
- Medalha de ouro P. P. Semenov (1963) [1]
- Prêmio da Universidade de Leningrado (1966, 1968, 1981)
- A grande medalha de ouro da Sociedade Russa de Geografia para trabalhos científicos (1994)
- Prêmio do governo da Federação Russa no campo da ciência e tecnologia (2005) - como parte da equipe de autores do Atlas Ecológico da Rússia

## Trabalhos principais
- Os Principais Problemas da Geografia Física. - L.: Editora da Universidade Estatal de Leningrado, 1953. - 392 p.
- Mapeamento físico-geográfico. L.: Editora da Universidade Estatal de Leningrado. V.1, 1958, 232 p.; V. 2, 1960, 231p; V.3, 1961, 268p.
- Princípios de Ciência da Paisagem e Regionalização Físico-geográfica - Moscou: Educação superior, 1965. 328p.
- Principles of Landscape Science and Physical-Geographic Regionalization. Melbourne: Melbourne University Press. 1973. 311p.
- Regionalização físico-geográfica do Noroeste da URSS /   Z. V. Dashkevich, E. V. Karnaukhova; Ed. A. G. Isachenko.   - L .: Editora da Universidade Estatal de Leningrado, 1965. 248p.
- O desenvolvimento das ideias geográficas. Moscou: Pensamento, 1971. 416 p.
- Ciência da paisagem aplicada. L.: Editora da Universidade Estatal de Leningrado, 1976. - 152 p.
- Otimização do ambiente natural.Moscou: Pensamento, 1980 - 264 p.
- Métodos de pesquisa de paisagem aplicada. - L.:Nauka. 1980, 244 p.
- Paisagens da URSS. - L .: Editora da Universidade Estatal de Leningrado, 1985 - 320 p.
- Paisagens (Série Mundo Natural) /   A. G. Isachenko, A. A. Shlyapnikov .   - Moscou: Pensamento, 1989.  504p
- Ciência da paisagem e regionalização físico-geográfica.  Mouscou: Escola Superior, 1991 - 366 p.
- Geografia ecológica do Noroeste da Rússia. Universidade Estatal de São Petersburgo, 1995. V1. 208 p.; V. 2.296p.
- Geografia ecológica da Rússia, Universidade Estatal de São Petersburgo. 2001. 328 p.
- Introdução á Geografia Ecológica, Universidade Estatal de São Petersburgo. 2003. 192p.
- Теоria e metodologia da Ciências Geográfica. Moscou: Academia, 2004. 400 p.
- Estrutura das paisagens da Terra, расселение, природопользование  /   A. G. Isachenko; Universidade Estatal de São Petersburgo. 2008. 320 p.
- Trabalhos Selecionados (por ocasião do 90.º aniversário). SPb.: Editora VVM, 2012. 486 p.